# Sheikh Zayed Book Award
Der Sheikh Zayed Book Award (arabisch جائزة الشيخ زايد للكتاب, DMG Ǧāʾizat aš-Šaiḫ Zāyid li-l-Kitāb) ist ein Literaturpreis der Vereinigten Arabischen Emirate. Er ist benannt nach Zayid bin Sultan Al Nahyan, dem ersten Präsidenten der VAE. Schirmherr des Preises ist Kronprinz Muhammad bin Zayid Al Nahyan.
Der Preis wird von der Kultur- und Tourismusbehörde Abu Dhabis, des größten der Vereinigten Emirate, finanziert und organisiert. Er wird seit 2007 jährlich in mehreren Kategorien vergeben. Mit einem Preisgeld von insgesamt 7 Millionen VAE-Dirham (entspricht Stand 5/2021 ca. € 1,6 Mio. / CHF 1,75 Mio.) gehört er zu den höchstdotierten Literaturpreisen der arabischen Welt.
Ein neunköpfiger Beirat wechselnder Zusammensetzung beruft die Mitglieder der Jury für die Preiskategorien, wacht über die "kulturelle und textuelle Integrität" des Preises, überprüft und bestätigt die von der Jury getroffene Wahl, bevor sie dem Kuratorium zugeleitet wird, das die Gewinner verkündet. Seit 2011 sitzt Generalsekretär Ali Bin Tamim dem Beirat vor, zugleich ist er Vorsitzender des Abu Dhabi Arabic Language Center.
Derzeit (2021) sind folgende Personen Mitglied des Beirats:
- Khalil Al Sheikh, Professor für Arabische Sprache und Literatur an der jordanischen Yarmuk-Universität
- Juergen Boos, Direktor der Frankfurter Buchmesse und Präsident von Litprom
- Sultan Al Ameemi, Direktor der Akademie für Dichtung bei der Behörde für Kultur und Tourismus von Abu Dhabi
- Mustafa Al-Slaiman, jordanischer Übersetzer und Kulturvermittler, lebt in Berlin
- Floréal Sanagustin, emeritierter Professor für Arabische Sprache und Literature an der Université Lumière-Lyon, Frankreich
- Muhammad Abu al Fadl Badran, ägyptischer Autor und Dozent an der Universität Bochum
- Khaled Al-Masri, Dozent für Arabische Sprache und Literatur am Swarthmore College, Vereinigte Staaten
- Mohammad Al-Safran, saudi-arabischer Professor für Kunstkritik der Moderne an der Taibah-Universität in Medina

Die aktuellen Preiskategorien sind (Stand 2022):
- Arabische Kultur in anderen Sprachen
- Beitrag zur Entwicklung von Nationen
- Kinderliteratur
- Kulturelle Persönlichkeit des Jahres
- Literatur
- Literatur- und Kunstkritik
- Junger Autor
- Übersetzungen
- Verlagswesen und Technologien

Die Preisgelder sind wie folgt verteilt: Preisträger der Kategorie Kulturelle Persönlichkeit des Jahres erhalten 1 Million Dirham, 750.000 Dirham erhalten die Gewinner jeder der acht Kategorien, alle Preisträger erhalten eine Goldmedaille und eine Ehrenurkunde.
Ein eingereichtes Werk darf noch keinen internationalen/renommierten Preis erhalten haben oder für einen anderen Preis nominiert sein. Es muss in arabischer Sprache verfasst und in Buchform innerhalb der letzten zwei Jahre veröffentlicht worden sein. Das nominierte Buch muss über eine ISBN zur Prüfung der geistigen Eigentumsrechte verfügen, über Co-Autoren und beteiligte Künstler muss bei der Einreichung informiert werden.
Im Jahr 2020 riefen mehrere Dutzend arabische Autoren und Intellektuelle aus Protest gegen den Friedensvertrag zwischen Israel und den Vereinigten Arabischen Emiraten zum Boykott des Preises sowie des ebenfalls von der Kultur- und Tourismusbehörde Abu Dhabis finanzierten International Prize for Arabic Fiction (IPAF) auf.
Im Jahr 2021 sollte der Hauptpreis an Jürgen Habermas gehen, der allerdings auf den Preis verzichtete.